# Trujillo (Venezuela)

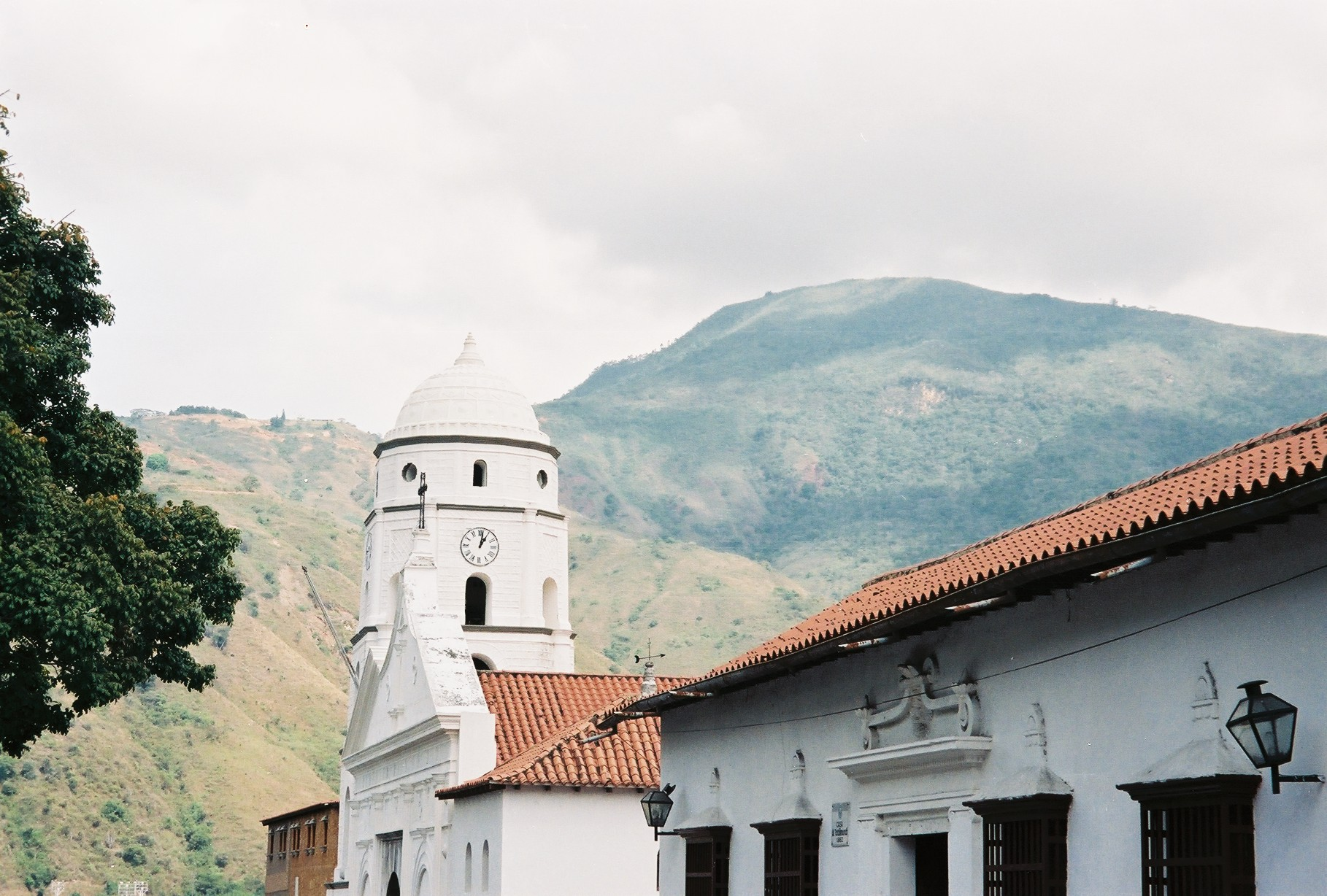
Trujillo (2008)

Trujillo [tɾuˈxi.ʝo] ist eine im Westen Venezuelas gelegene Stadt, Hauptstadt des gleichnamigen Bundesstaates Trujillo. 
Trujillo wurde von Diego García de Paredes am 9. Oktober 1557 gegründet und hat heute rund 40.000 Einwohner.
Hier wurde im Zuge des Unabhängigkeitskrieges am 13. August 1813 um 3:00 morgens von Simón Bolívar das Dekret: „Guerra a Muerte“ (Krieg bis zum Tod/zur Ausrottung) verkündet. Bolívars damaliges Quartier ist heute ein Museum.
Die Stadt liegt von Bergen umgeben im Tal Valle de Los Mukas. Man kennt sie auch als Stadt des „Friedens und des Zaubers“.

## Sehenswertes
Das Wahrzeichen der Stadt befindet sich auf einem 1600 Meter hohen angrenzenden Berg. Die Statue  „La Virgen de la Paz“ selbst hat eine Höhe von rund 47 Meter und ein Gewicht von 1200 Tonnen (Beton). Hergestellt wurde sie von dem Bildhauer Manuel de la Fuente. Die Bauzeit betrug 18 Monate. Am 21. Dezember 1983, zweihundert Jahre nach der Geburt von Simon Bolivar, wurde sie eingeweiht.

## Töchter und Söhne der Stadt
- Julio César León (1925–2025), Radrennfahrer
- Rubén Gregorio Delgado Carmona (* 1968), römisch-katholischer Geistlicher, Bischof von San Felipe